# Gmina Ringkøbing-Skjern
Gmina Ringkøbing-Skjern (duń. Ringkøbing-Skjern Kommune) – gmina w Danii w regionie Jutlandia Środkowa.
Gmina powstała w 2007 roku na mocy reformy administracyjnej z połączenia gmin Egvad, Ringkøbing, Skjern, Videbæk i Holmsland.
Siedzibą gminy jest miasto Ringkøbing.